# Лутфи
Лутфи (1366—1465, Герат) — средневековый узбекский поэт тимуридского Хорасана, писал на чагатайском (староузбекском) языке, представитель узбекской литературы. Родился в окрестностях Герата. Почти всю жизнь прожил в Герате.
В юности изучал светские науки, позднее увлёкся суфизмом, вёл аскетическую жизнь. По заказу султана Пир Мухаммада (правил в 1405—1447) изложил стихами биографию Тимура «Зафар-наме». Поэма не была окончена, рукопись и сам текст поэмы не сохранились.
До нашего времени сохранились диван и дастан (поэма) «Гул и Норуз» (1411—1412). Лирика Лутфи сильно повлияла на дальнейшее развитие чагатайской поэзии (в том числе на Алишера Навайий). Его газелям не была свойственна традиционная для Востока вычурность — в этом сказалось влияние фольклора тюркоязычных народов. Некоторые стихи Лутфи стали народными песнями.
Поэма «Гул и Навруз» — поэтический ответ (назира) на одноимённую поэму персидского поэта Джалала Табиба (1333). Поэма рассказывает о двух влюблённых, после многих испытаний соединяющихся друг с другом.
Единственный список поэмы «Гул и Навруз» хранится в Британском музее. Рукописи его стихов находятся в Казани, Кашгаре и Париже.

## Память
- в честь Лютфи названы улицы в Ташкенте и Самарканде